# 真鍮座
真鍮座（しんちゅうざ）とは、江戸時代中期に江戸幕府によって設置された真鍮の吹立・販売の独占権が付与された団体。

## 概要
安永9年8月28日（1780年9月26日）に江戸幕府が真鍮座結成の触書を出し、同年11月1日より江戸・京都・大坂に真鍮座を設置して銀座の支配下に置き、真鍮の吹立・販売の独占と細工人の支配を行わせた。当時は田沼政治の最中であり、当時推進されていた株仲間とともに運上・冥加収入が期待されるとともに、明和5年（1768年）以来鋳造されていた真鍮四文銭の材料確保の意図があったとみられている。
以降、真鍮の価格は真鍮座がその品位に基づいて決定し、細工人は真鍮の販売が認められた仲買人の株仲間から口銭として2％上乗せされた値段で買い入れることとなった。
だが、天明7年（1787年）になって、寛政の改革開始による田沼政治の否定及び真鍮四文銭の鋳造停止（実際の停止は翌年）のために、真鍮座は廃止された。